# Radiomuseum
Das Radiomuseum (auch: radiomuseum.org, kurz: RMorg) ist ein virtuelles Museum zum Thema Rundfunk mit Sitz in Luzern. Unter dem Motto „Sammler helfen Sammlern“ widmet es sich hauptsächlich dem Erhalt von Informationen zu historischen („antiken“) Radios. Seit März 2002 ist es online.
Als Logo wurde ein Foto des Telefunken-„Katzenkopf“-Radios, Modell 340WL, von 1931 (ähnlich dem Bild) vom Radiomuseum ausgewählt.

## Sammlung
Es verfügt über einen sehr umfangreichen Schatz an Informationen zu etwa 350.000 alten Radiomodellen und darüber hinaus zu diversen Komponenten, wie beispielsweise Elektronenröhren, sowie dazugehöriger Literatur, wie Bücher und Fachzeitschriften, und auch über wertvolle Schriftstücke, wie originale Handbücher, Bedienungsanleitungen, Reparaturanleitungen, sowie Tondokumente. Ferner besitzt es eine Sammlung von mehr als einer Million Schaltplänen (Stromläufen) alter Rundfunkgeräte. Seit 2016 ermöglicht es auch Gästen (Nicht-Mitgliedern), aus der verfügbaren Dokumentation frei auszuwählen und beispielsweise Schaltpläne (in begrenzter Anzahl) gratis herunterzuladen.
Außerdem bietet es reichlich freien Lesestoff zum Thema und mehr als 2,5 Millionen historische Fotografien, auf die mithilfe einer Suchfunktion zugegriffen werden kann. Ergänzt wird das kostenlose Angebot durch einen Museumsfinder, mit dessen Hilfe thematisch verwandte Museen auf der ganzen Welt lokalisiert werden können.